# Stazione di Magenta
Stazione di Magenta vasútállomás Olaszországban, Lombardia régióban, Magenta településen.

## Vasútvonalak
Az állomást az alábbi vasútvonalak érintik:
- Torino–Milánó-vasútvonal

## Kapcsolódó állomások
A vasútállomáshoz az alábbi állomások vannak a legközelebb:
- Stazione di Trecate
- Stazione di Corbetta-Santo Stefano Ticino